# 2,4-diclorofenol
2,4-diclorofenol (2,4-DCP) es un derivado clorado del fenol con la fórmula química C6H4Cl2O utilizado principalmente en la preparación del herbicida ácido 2,4-diclorofenoxiacético. 
Esta sustancia puede ser absorbida por los tejidos biológicos por exposición a agua en la que se encuentre disuelto o a través de la ingestión de pescado contaminado. También se está expuesto, por inhalación, en las industrias en las que se usa como producto como tratamiento de madera, textiles, papel y fabricación de pesticidas.
El 2,4-DCP es rápidamente absorbido a través de la piel y el contacto con grandes cantidades puede resultar fatal.
A elevadas dosis aumenta el tamaño del hígado y el bazo, produce vértigo, dolor de cabeza, cambios bruscos en la temperatura corporal y convulsiones.
La producción anual es de aproximadamente 40 mil toneladas.